# ديدي فايفر
ديدي فايفر (بالإنجليزية: Dedee Pfeiffer)‏ هي ممثلة أمريكية، ولدت في 1964 في الولايات المتحدة.

## أعمال

### أفلام
- (1996) شخصي وعن قرب[4]
- (2004) شيطان أزرق

### مسلسلات
- التحقيق في موقع الجريمة

## وصلات خارجية
- ديدي فايفر على موقع IMDb (الإنجليزية)
- ديدي فايفر على موقع ألو سيني (الفرنسية)
- ديدي فايفر على موقع تيرنر كلاسيك موفيز (الإنجليزية)
- ديدي فايفر على موقع أول موفي (الإنجليزية)
- ديدي فايفر على موقع قاعدة بيانات الأفلام السويدية (السويدية)
- ديدي فايفر على موقع إن إن دي بي (الإنجليزية)
- ديدي فايفر على موقع قاعدة بيانات الفيلم (الإنجليزية)
- ديدي فايفر على موقع كينوبويسك (الروسية)